# Tmesisternus flavolineatipennis
Tmesisternus flavolineatipennis là một loài bọ cánh cứng trong họ Cerambycidae.